# Dombeya biumbellata
Dombeya biumbellata är en malvaväxtart som beskrevs av Baker.. Dombeya biumbellata ingår i släktet Dombeya och familjen malvaväxter. Utöver nominatformen finns också underarten D. b. villosistyla.